# 1911年中華民国臨時大総統選挙
1911年中華民国臨時大総統選挙（1911ねんちゅうかみんこくりんじだいそうとうせんきょ、中国語: 1911年中華民國臨時大總統選舉）は、1911年（宣統3年）12月28日に中華民国臨時政府の臨時大総統を選出するために行われた選挙である。

## 概要
1911年10月に勃発した辛亥革命に伴い、清朝から独立を宣言した各省による各省都督府代表連合会（臨時政府発足により臨時参議院）が1911年12月3日に開催された。連合会では臨時政府の運営を定めた「中華民国臨時政府組織大綱」が成立、公布された。
12月28日に南京で臨時大総統選挙予備会議が開催され、組織大綱に基づき翌29日に臨時大総統選挙を実施した。各軍閥の対立を抑えるためフランスから帰国した孫文を臨時大総統に選出することで各省代表が合意、選挙では黄興、黎元洪を抑え圧勝。
1912年（民国元年）1月1日の真夜中に孫文は中華民国の公式設立を宣言、臨時大総統に就任した。

## 選挙制度
臨時政府組織大綱第1条で「臨時大総統は各省都督代表がこれを選挙し、投票総数の3分の2以上の獲得で当選とされ、投票権は各省1票」と規定。
清朝から独立を宣言し予備会議に参集した直隷、河南、山東、山西、陝西、湖北、湖南、広東、広西、四川、雲南、貴州、江蘇、浙江、福建、安徽の17省に1票ずつ投票権が与えられた。

## 候補者

### 臨時大総統候補者

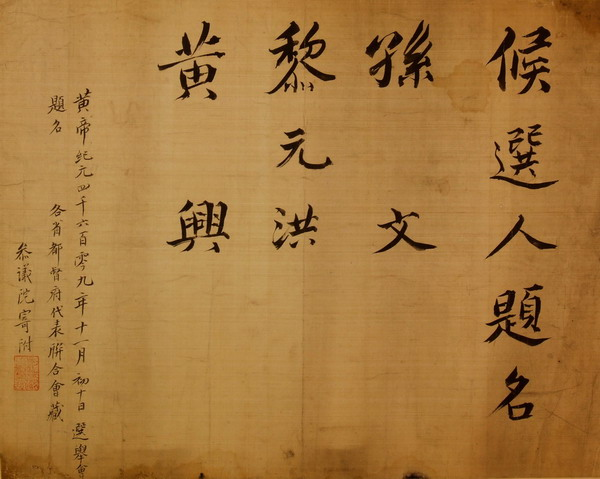
候補者の告知文。

| 中国同盟会 | 中国同盟会 | 無所属 |
| 孫文       | 黄興       | 黎元洪 |
|            |            |        |
|            |            |        |

### 臨時副総統候補者
| 中国同盟会 | 無所属 |
| 黄興       | 黎元洪 |
|            |        |
|            |        |

## 選挙結果

### 臨時大総統選挙

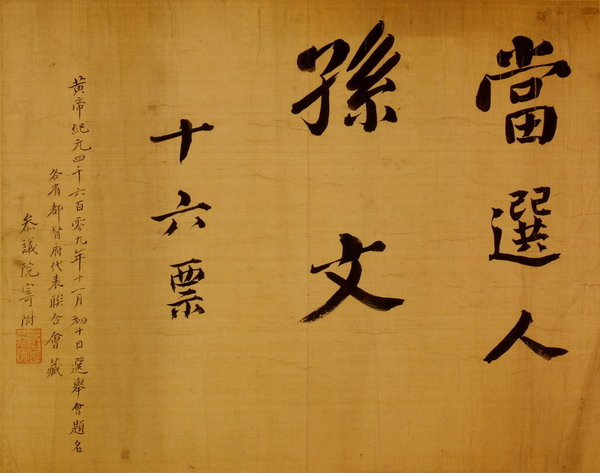
孫文を当選人とする告知文。

| 候補者                                 | 候補者             | 所属政党           | 得票数 | 得票率 |
|                                        | 孫文               | 中国同盟会         | 16     | 94.12% |
|                                        | 黄興               | 中国同盟会         | 1      | 5.88%  |
|                                        | 黎元洪             | 無所属             | 0      | 0.00%  |
|                                        |                    |                    |        |        |
| 有効票数（有効率）                     | 有効票数（有効率） | 有効票数（有効率） | 17     | 100.0% |
| 無効票数（無効率）                     | 無効票数（無効率） | 無効票数（無効率） | 0      | 0.00%  |
|                                        |                    |                    |        |        |
| 投票総数（投票率）                     | 投票総数（投票率） | 投票総数（投票率） | 17     | 100.0% |
| 棄権者数（棄権率）                     | 棄権者数（棄権率） | 棄権者数（棄権率） | 0      | 0.00%  |
|                                        |                    |                    |        |        |
| 定数                                   | 定数               | 定数               | 17     | 100.0% |
| 出典：「中華民國選舉史」中央選挙委員会 |                    |                    |        |        |

### 臨時副総統選挙
| 候補者                                 | 候補者             | 所属政党           | 得票数 | 得票率 |
|                                        | 黎元洪             | 無所属             | 17     | 100.0% |
|                                        | 黄興               | 中国同盟会         | 0      | 0.00%  |
|                                        |                    |                    |        |        |
| 有効票数（有効率）                     | 有効票数（有効率） | 有効票数（有効率） | 17     | 100.0% |
| 無効票数（無効率）                     | 無効票数（無効率） | 無効票数（無効率） | 0      | 0.00%  |
|                                        |                    |                    |        |        |
| 投票総数（投票率）                     | 投票総数（投票率） | 投票総数（投票率） | 17     | 100.0% |
| 棄権者数（棄権率）                     | 棄権者数（棄権率） | 棄権者数（棄権率） | 0      | 0.00%  |
|                                        |                    |                    |        |        |
| 定数                                   | 定数               | 定数               | 17     | 100.0% |
| 出典：「中華民國選舉史」中央選挙委員会 |                    |                    |        |        |